# Melquiades Álvarez Caraballo
Melquiades Álvarez Caraballo (Alcalá de Guadaíra, provincia de Sevilla, 10 de agosto de 1988) es un deportista español que competía en natación, siendo su especialidad el estilo de braza.

## Biografía
Su primer gran éxito deportivo tuvo lugar en Palma en julio de 2006, donde se proclama campeón de Europa Junior en la prueba de 4 x 100 estilos masculinos. En abril de 2007 es convocado para formar parte del equipo nacional absoluto de natación para representar a España en El Open ( EDF ) de natación, celebrado en París.
Participó en los Juegos Olímpicos de Pekín 2008 en las categorías de 100 y 200 metros braza. Posteriormente, en 2009 ficha por el Club Natación Sant Andreu. Participa en los Juegos del Mediterráneo de 2009, celebrados en Pescara donde obtuvo tres medallas de oro, estableciendo un nuevo récord europeo. Justo en ese mismo año participa en los Campeonatos del Mundo Roma 2009.
Álvarez consiguió establecer un nuevo récord de Europa en piscina de 25 metros en la distancia de 200 metros braza con un tiempo de 2:03:46 en la final de la liga de clubs que se disputó en la piscina del Club Natació Sabadell, del 17 al 19 de marzo de 2009. En ese mismo año se proclama campeón en la Copa del Mundo de Berlín y establece un nuevo récord europeo en la prueba de 200 metros braza con una marca de 2:02:46. También cabe destacar en esa misma temporada su participación en el Campeonato de Europa Hungría en 2010, Budapest, siendo semifinalista en 200 metros braza. Ese mismo año participa en el Campeonato de Europa de piscina corta (25 metros) en Eindhoven, proclamándose Subcampeón europeo de los 200 metros braza. En 2011 se corona como campeón del Open de París en 200 metros braza. En esta misma temporada participa en los campeonatos del mundo celebrados en Shanghái. Al año siguiente Melquiades logró la segunda posición en 200 metros braza, en el Open Británico de natación en 2012 con un tiempo de 2:13:23. En 2013 obtuvo la medalla de bronce en lo juegos del Gran Premio Internacional de Natación Ciudad de Barcelona. Finalmente, en su último año como nadador profesional, en 2014, fue finalista en el Campeonato estadounidense celebrado en Nashville, Tennessee, en 100 y 200 braza, subcampeón en el Gran Prix de Orlando en la prueba de 200 metros braza y finalista en 100 metros braza, Campeón nacional de Florida en las pruebas de 100 y 200 metros braza, poniendo el último broche a su palmarés deportivo con un puesto de semifinalista en 200 metros braza en el Campeonato de Europa, celebrado en Berlín.